# John Henry Poynting
John Henry Poynting (Parsonage, Monton, Lancashire, Regne Unit, 9 de setembre de 1852 – Birmingham, Warwickshire 30 de març 1914) va ser un físic anglès i professor de física al Mason Science College (actualment Universitat de Birmingham) des del 1880 fins a la seva mort. Fou el creador del Vector de Poynting al qual va donar nom, que descriu la direcció i magnitud del flux d'energia electromagnètic i és usat en el Teorema de Poynting, sobre la conservació de l'energia en els camps magnètics i elèctrics. Aquesta obra va ser publicada per primer cop el 1884. Va realitzar una mesura de la constant de gravitació de Newton amb mètodes innovadors durant el 1893. Més endavant va anomenar l'Efecte Poynting-Robertson.